# Ernst Magerl
Ernst Magerl (* 14. März 1896 in Rodingersdorf; † 31. Mai 1988 in Ravelsbach) war ein österreichischer Politiker (CSP) und Bezirksrichter. Magerl war von 1932 bis 1938
Abgeordneter zum Landtag von Niederösterreich.

## Leben
Nach dem Besuch des Gymnasiums in Horn leistete Magerl zwischen 1915 und 1918 den Militärdienst ab und studierte im Anschluss Rechtswissenschaften und Philosophie an der Universität Wien. Er war in der Folge als Bezirksrichter in Schrems tätig. Nach der Machtübernahme der Nationalsozialisten wurde Magerl vom Dienst suspendiert und war in der Folge von 1940 bis 1945 als Rechtsanwalt tätig. 1946 wurde er Präsident des Kreisgerichtes Krems an der Donau, 1956 wechselte er an das Kreisgericht Korneuburg. 

## Politik
Magerl trat 1923 der Christlichsozialen Partei bei und vertrat diese vom 21. Mai 1932 bis zum 30. Oktober 1934 im Niederösterreichischen Landtag. Während des Austrofaschismus war Magerl vom 22. November 1934 bis zum 12. März 1938 Vertreter der Land- und Forstwirtschaft im Ständischen Landtag Niederösterreichs. 